# Повратак Шерлока Холмса
Повратак Шерлока Холмса (енгл. The Return of Sherlock Holmes) је збирка приповедака о Шерлоку Холмсу које је написао Артур Конан Дојл, први пут објављена 1905. године. Приче су испрва објављиване месечно у британском часопису Strand Magazine, као и у америчком часопису Collier's у периоду од 1903. до 1904. године.

## Историја
Књигу је први пут објавио у фебруару 1905. McClure, Phillips & Co. (Њујорк), затим 7. марта 1905. George Newnes Ltd (Лондон). Ово је била прва колекција прича о Шерлоку Холмсу још од 1893. године, када је Холмс „умро” у „Последњем проблему”. Након што је 1902. године објавио роман Баскервилски пас, смештен пре Холмсове „смрти”, Дојл је био под великим притиском да оживи главног јунака. У првој причи, смештеној у 1894, Холмс се враћа у Лондон и објашњава свој период одсуства од 1891. до 1894. године. Такође је важна и Вотсонова изјава у последњој причи у књизи да се Холмс пензионисао и да му је забранио да више објављује приче (иако су се касније појавиле још две збирке и један роман).

## Адаптације
Више серија садржи адаптације свих прича из Повратка Шерлока Холмса, укључујући филмски серијал о Шерлоку Холмсу са Еје Норвудом (1921–1923), радио-серију Авантуре Шерлока Холмса (1930–1936), радио-серију Нове авантуре Шерлока Холмса (1939–1950), и BBC-јеву радио-серију Шерлок Холмс (1952–1969).
Изузев приповедака „Црни Питер”, „Три студента” и „Нестанак десног крила”, приче у збирци су прилагођене за телевизију као епизоде телевизијске серије Авантуре Шерлока Холмса (1984–1994). Све приче у колекцији су драматизоване за BBC Radio 4 током 1993. као део радио-серије Шерлок Холмс (1989–1998), и све су адаптиране као епизоде радио-серије Класичне авантуре Шерлока Холмса (2005–2016). Такође постоје и друге адаптације прича из Повратка Шерлока Холмса.